# 克拉斯諾西爾卡 (海辛區)
48°30′23″N 29°37′17″E / 48.50639°N 29.62139°E
克拉斯諾西爾卡（烏克蘭語：Красносілка）是位於烏克蘭西部文尼察州裏海辛區的村莊，始建於1670年，面積19.6平方公里，海拔高度173米，2001年人口1,978，人口密度每平方公里100.92人。